# Doppio rene BMW

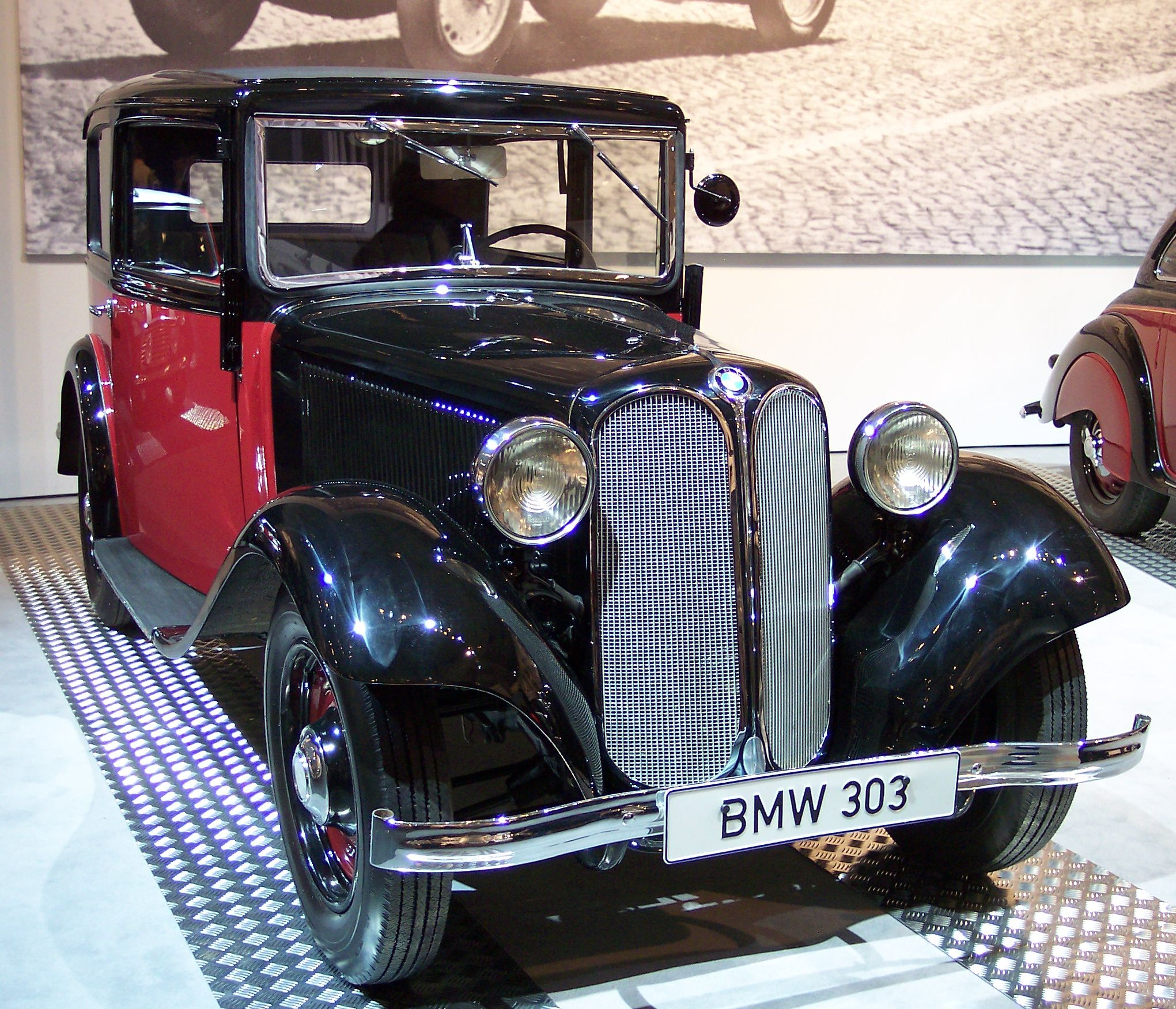
BMW 303, prima vettura con la griglia a "doppio rene"

Il doppio rene BMW (in tedesco Bmw Niere) o semplicemente doppio rene, è uno stilema estetico che caratterizza il frontale delle autovetture prodotte dalla BMW a partire dal 1933.
Esso consiste nella forma della griglia del radiatore che ha un disegno generalmente ovoidale, costituito da due forme geometriche curvilinee identiche aventi i lati arrotondati, in origine simili a quelli per l'appunto di un "rene". Tale disegno negli anni e nei diversi modelli ha subito diverse modifiche e variazioni nella forma, ma mantenendo sempre la stessa impostazione di base.

## Storia

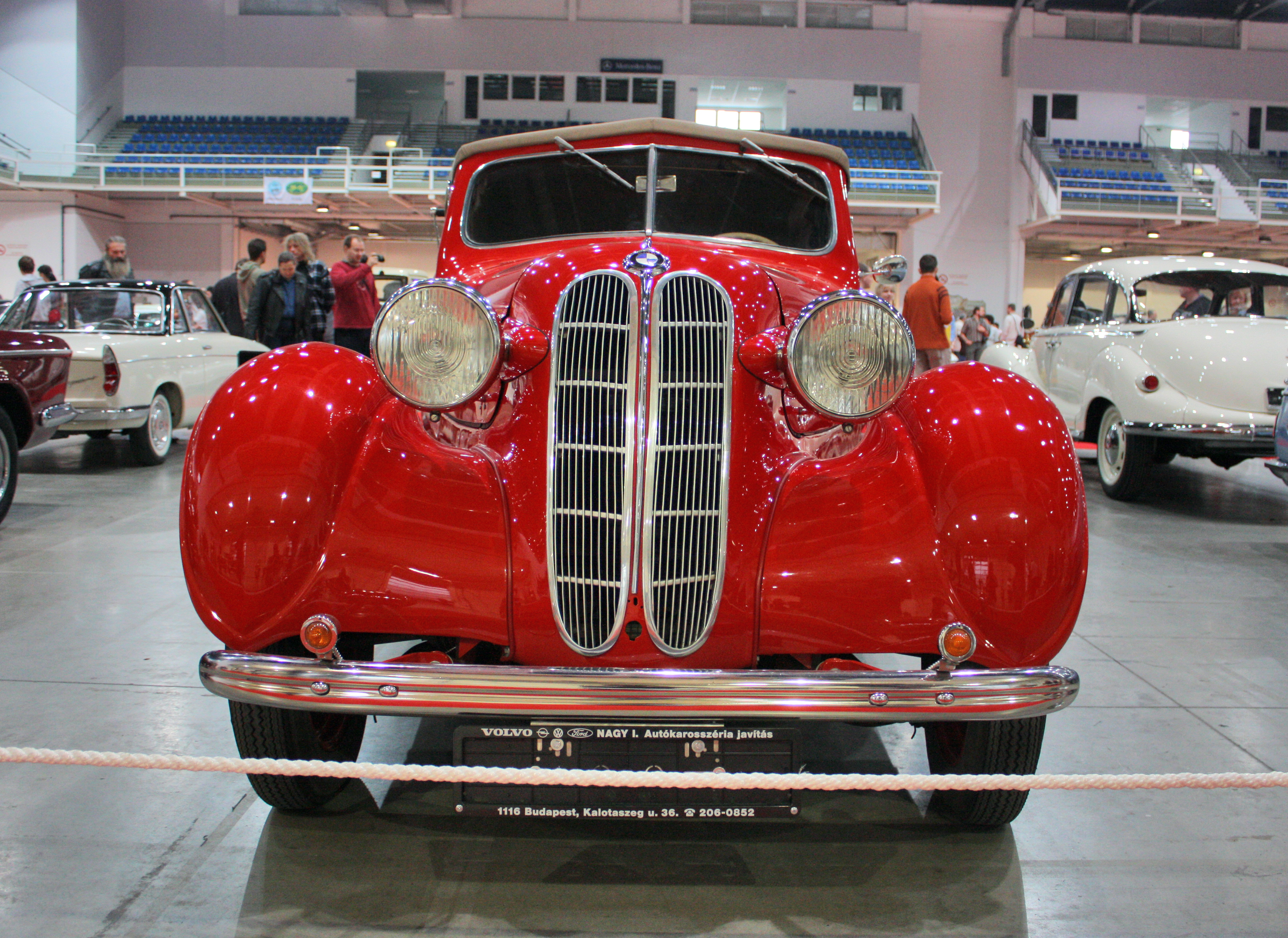
BMW 326 con doppo rene anni 30

La forma a doppio rene della griglia frontale anteriore dei veicoli dalla BMW, si presume sia stata introdotta dal carrozziere Gebrüder Ihle Bruchsal che utilizzava componenti di altre case automobilistiche per fabbricare piccole vetture decappottabili su commissione. Dal 1932 la Ihle fornì carrozzerie roadster a due posti per la BMW 3/15 PS presumibilmente già con la griglia del radiatore a forma di doppio rene, che la BMW adottò poi come elemento stilistico del marchio su tutti i suoi modelli.
Secondo altre fonti invece, la BMW utilizzò per la prima volta una griglia del radiatore a forma di doppio rene sulla BMW 303 nel 1933. Tale forma, secondo quanto scritto da Horst Mönnich, venne ideata da Fritz Fiedler che arrivò in BMW dalla Horch nel 1932 come capo progettista: “Si vedeva la firma di Fiedler sul radiatore. Lo aveva posizionato in una forma leggermente più inclinata e aveva arrotondato gli angoli per ridurre la resistenza dell'aria, che 
ha poi portato naturalmente al cosiddetto rene BMW."

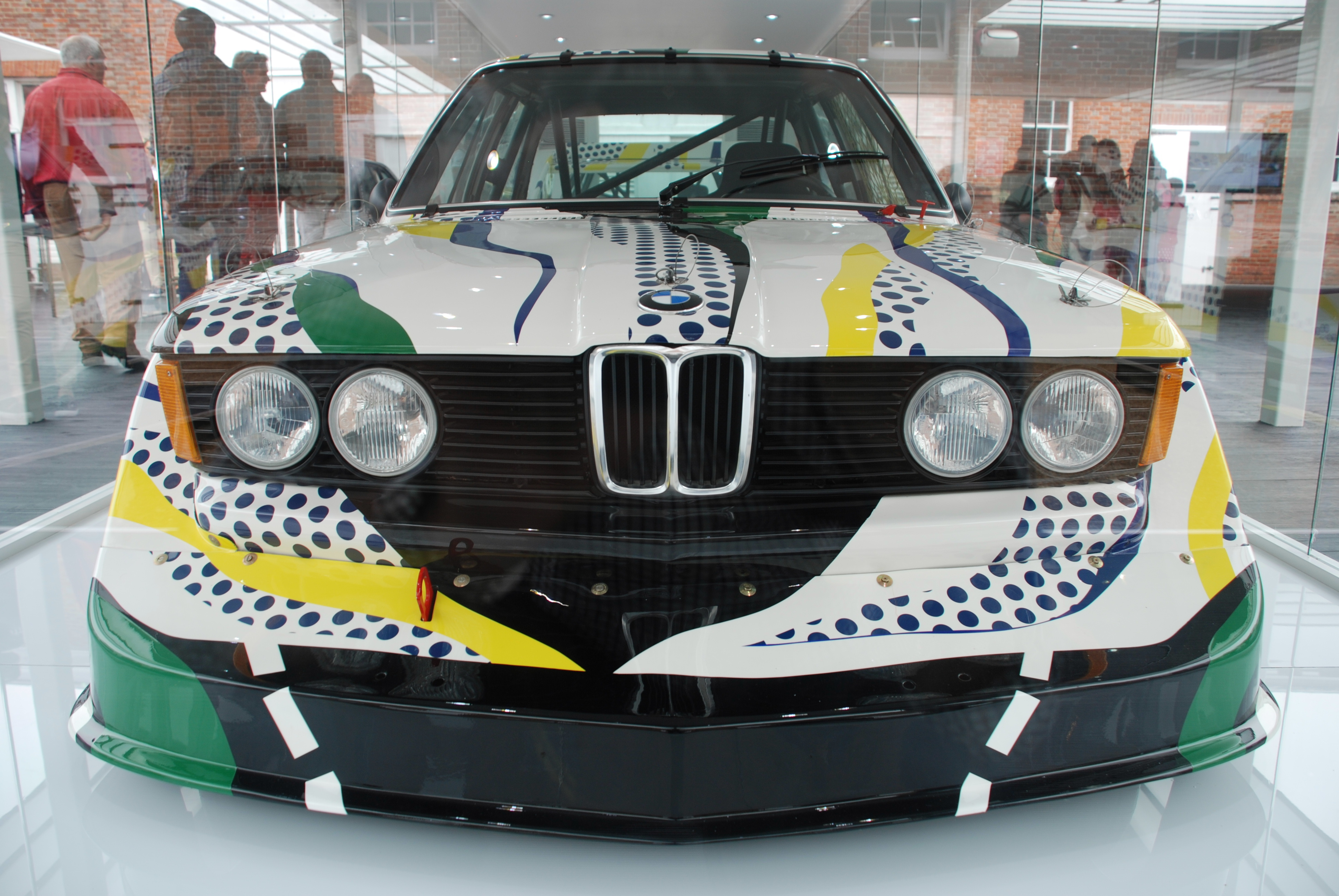
Doppo rene anni 70 di una BMW E21 da corsa

Con la BMW 326 del 1936 si ebbe la prima evoluzione del doppio rene: la griglia, che allora ricopriva tutto il radiatore, venne ristretta e successivamente integrata da prese d'aria laterali come sui modelli BMW 501/502 per poter rendere più aerodinamica la parte anteriore. Sulla BMW 507 degli anni 50 il doppio rene assunse una forma totalmente indipendente dalle altre BMW dell'epoca; le sue ampie prese d'aria erano di forma orizzontale, con il doppio rene BMW che si sviluppava tra i due fanali e aveva una forma schiacciata. Negli stessi anni si ebbero le uniche BMW senza doppio rene: la Isetta, la 600 e la 700, che avendo il motore posteriore e raffreddato a aria non avevano l'esigenza di un radiatore, quindi non montarono nessuna griglia.
Dal 1962, quando fu introdotta la BMW 1500, tutti i modelli avevano più o meno modificato e ridotto la forma e le dimensioni del doppio rene, che si era ridimensionato da copriradiatore fino a coprire solo la parte centrale della calandra. Negli anni 60 la conservazione di questo elemento di stile sulle vetture venne voluto dal principale azionista della BMW Herbert Quandt. Già sulla BMW 1500, il design del doppio rene venne rimpicciolito e integrato nella griglia frontale, non essendo più un elemento a sé stante.

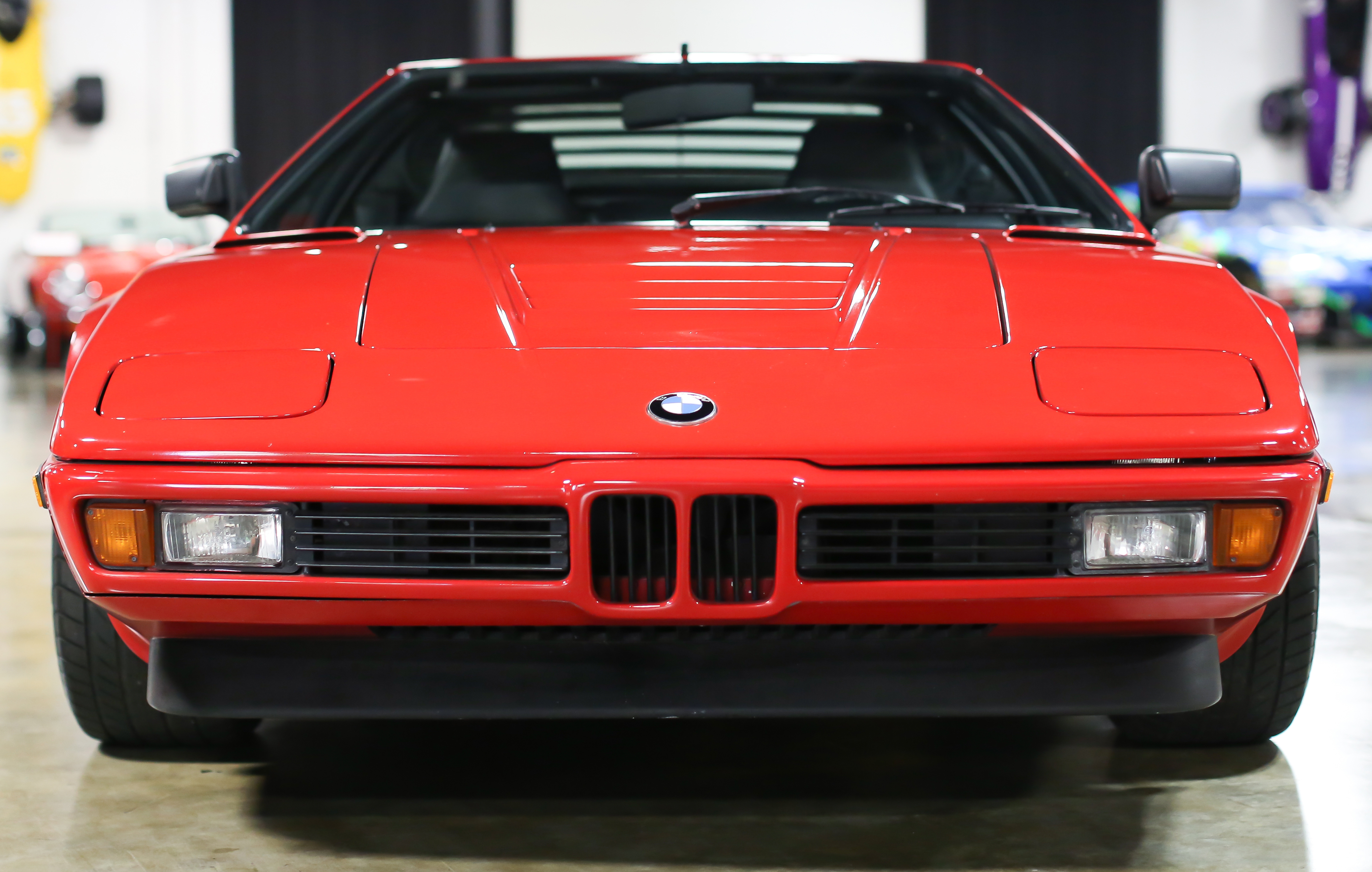
BMW M1 con doppio rene quadrato

Dal 1975 il doppio rene divenne di forma più piccola, squadrata e schiacciata, risultando in un singolo elemento e non più in due distinti "reni". Nel 1978 esordì la BMW M1 di Giorgetto Giugiaro, che disegnò sulla vettura un doppio rene dalla forma piccola e quadrata, per esigenze aerodinamiche e tecniche; la stessa forma verrà poi ripresa 10 anni dopo dalla Serie 8 e dalla BMW Z1.
Negli anni 90, inizialmente con la BMW serie 7, i modelli a dodici cilindri e dal 1992 i modelli a otto cilindri erano caratterizzati da doppi reni dalla forma rettangolare allargata e tondeggiante, a sviluppo orizzontale. Dal 1995 in poi su tutti i veicoli della BMW il doppio rene aveva questa forma. Le griglie erano verticali erano di colore nero nei modelli a quattro cilindri (ad esempio nella BMW sulla 520d E60 dal 2003) e cromati sulle altre motorizzazioni. La cornice del doppio ha avuto sempre una finitura cromata, ma dall'inizio degli anni 2000 alcune BMW più sportive, avevano la griglia a doppio rene con cornice nera, come sulle BMW M4 e BMW M2 CS.
Nell'autovetture elettrica come la BMW i3 presentata nel 2013, la BMW i8 e la iX3, i due reni sono completamente chiusi e carenati, poiché questi modelli non richiedono una griglia del radiatore o una presa d'aria essendo a propulsione elettrica.
Nel 2016, con l'esordio della BMW X2, il doppio rene non aveva più una forma simmetrica, ma ai lati era squadrata; la stessa forma venne ripresa dalla BMW Serie 2 Active Tourer e dalla BMW Serie 8 Coupé.
Con l'arrivo della terza generazione della BMW Z4 nel settembre 2017, non ci sono più dei listelli verticali o orizzontali, ma bensì con una trama reticolare.

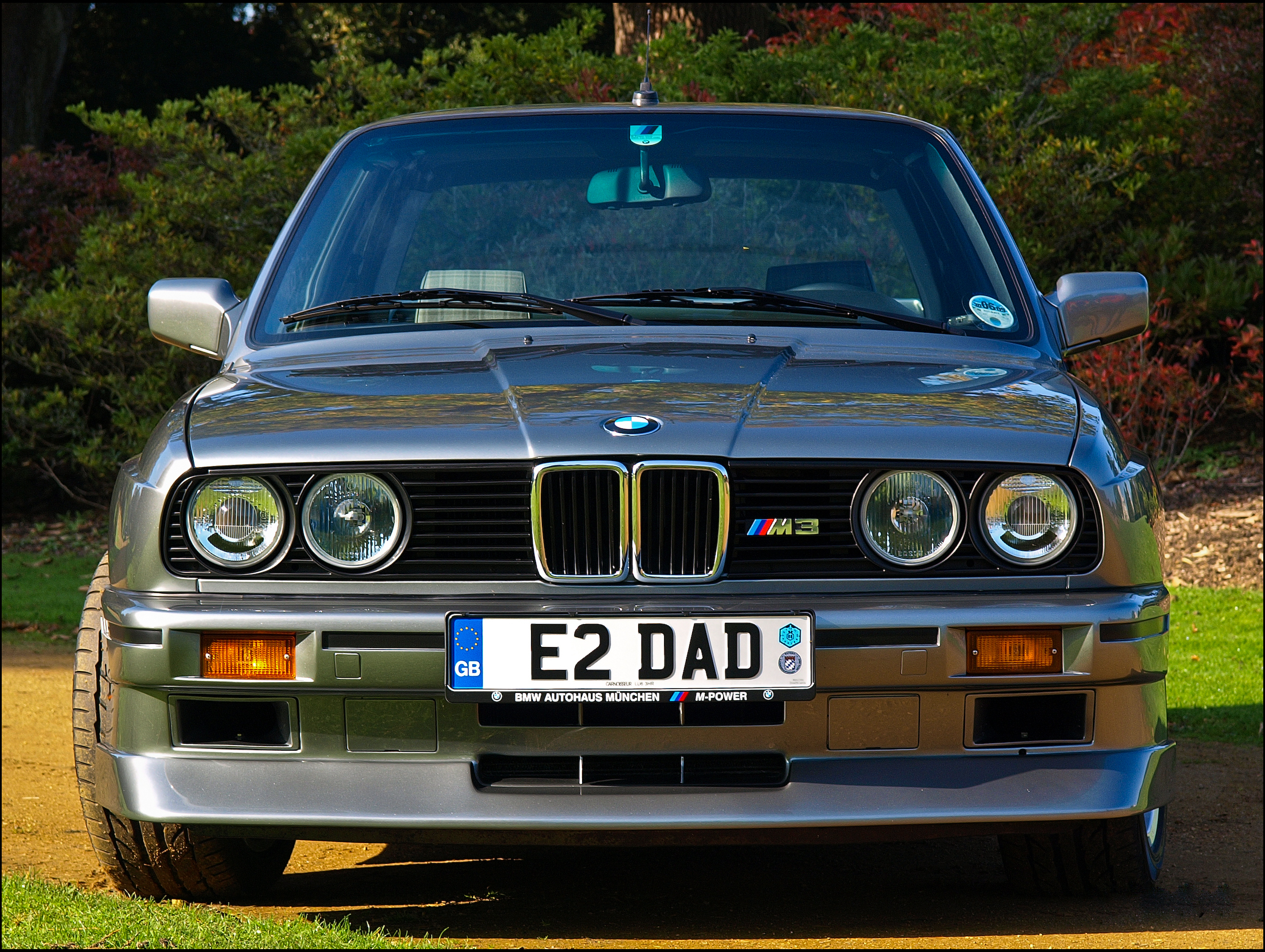
Doppo rene anni 80 di una BMW M3

Nel 2019 in concomitanza con il restyling della BMW Serie 7, ha esordio un doppio rene di dimensioni maggiori e cromato, che ingloba quasi tutto il frontale della vettura. Questa scelta stilistica è stata dettata da logiche di mercato, in special modo per soddisfare i mercati nei paesi orientali e in Nordamerica. La stessa soluzione è stata ripresa dalla BMW X7. Questo tipo di design del doppio rene ha generato numerose critiche. Un doppio ancora più grande e dalla forma allungata che richiamasse le BMW anteguerra, ha esordito nel 2020 con la coupé della serie 4, suscitato molte controversie per via del doppio rene che è stato definito "extra large". ll capo designer BMW Adrian van Hooydonk in merito alla questione ha spiegato: “Ho visto le foto di BMW di quel periodo alcuni anni fa e non riuscivo a togliermele dalla testa. L'auto sembrava essere un ricordo del passato, ma l'ho trovata sorprendentemente moderna.” Inoltre la BMW ha spiegato la necessità di una calandra con prese d'aria più grandi per soddisfare le maggiori esigenze di raffreddamento dei motori.
Nei modelli M3 e M4 del 2021, la calandra è priva di cornice e, per la prima volta, monta listelli orizzontali.

## Galleria d'immagini

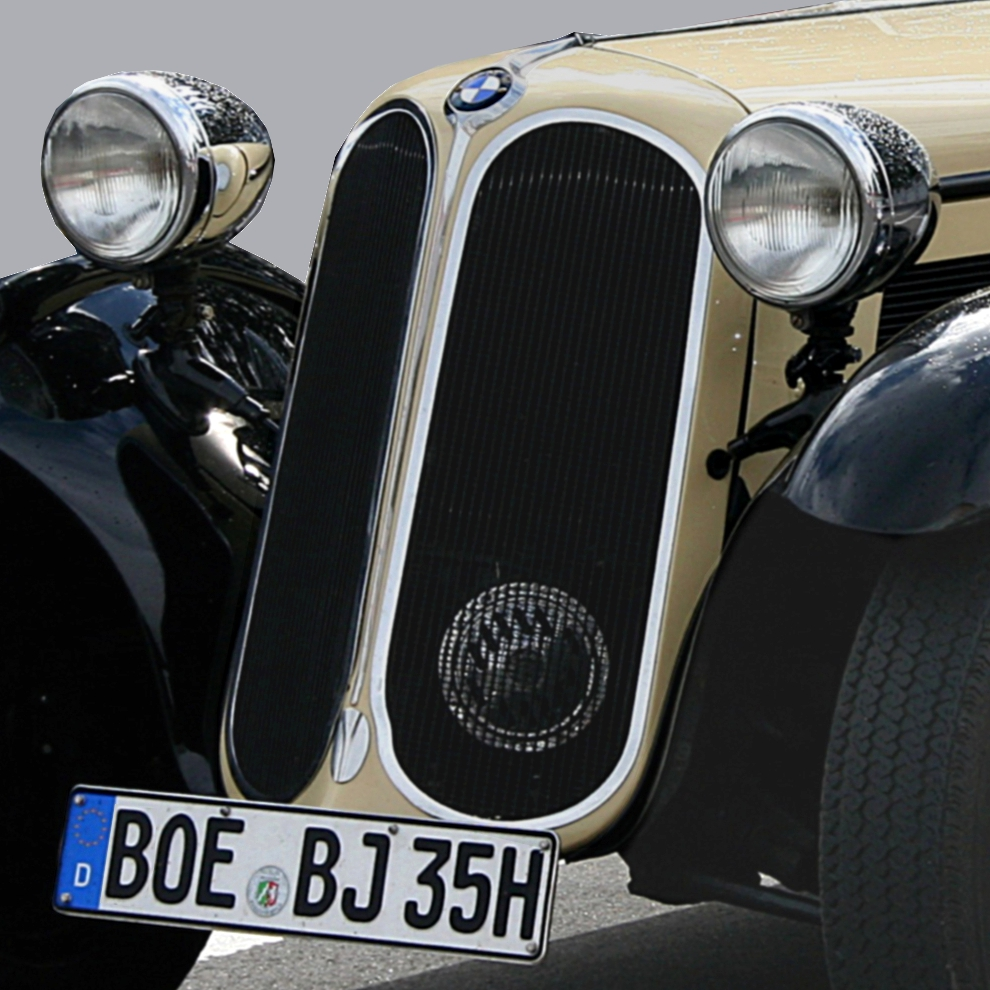
BMW 315/1 del 1934
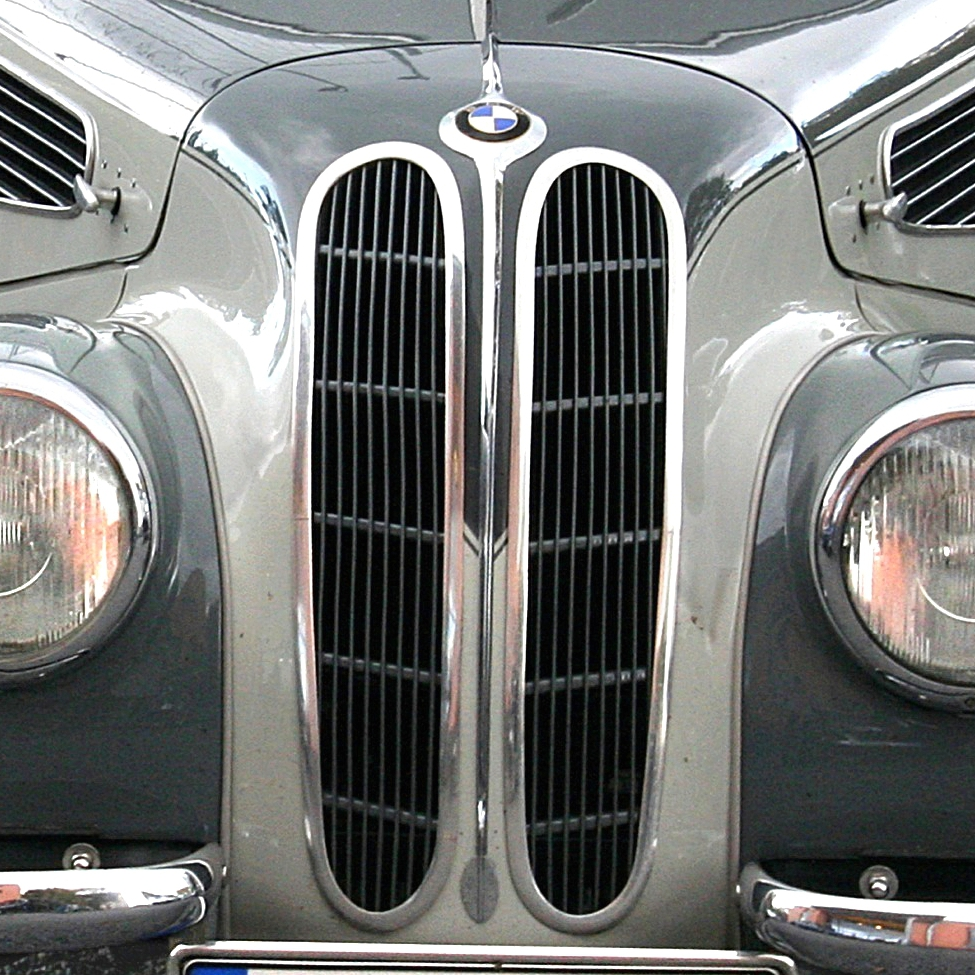
BMW 327 del 1937
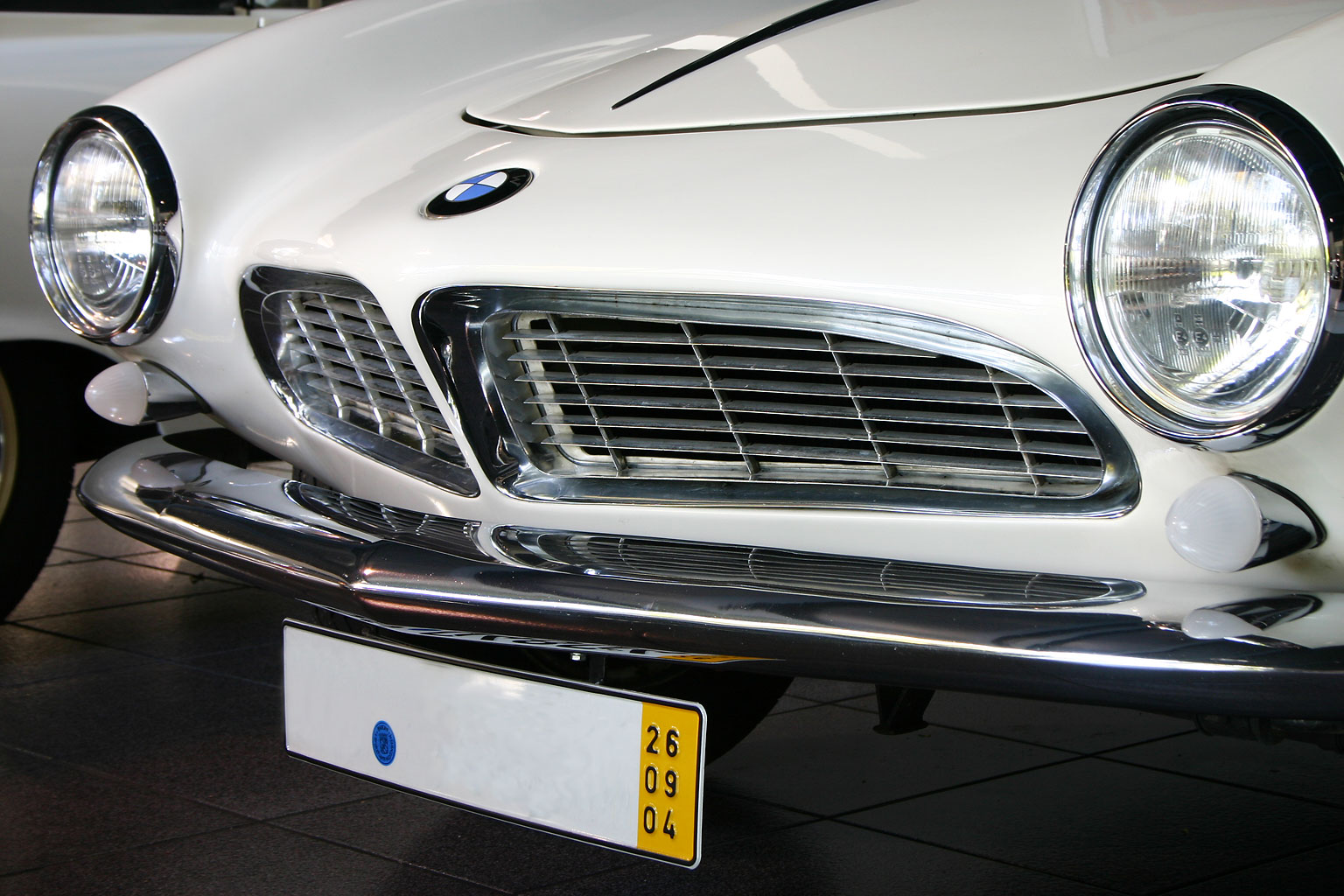
BMW 507
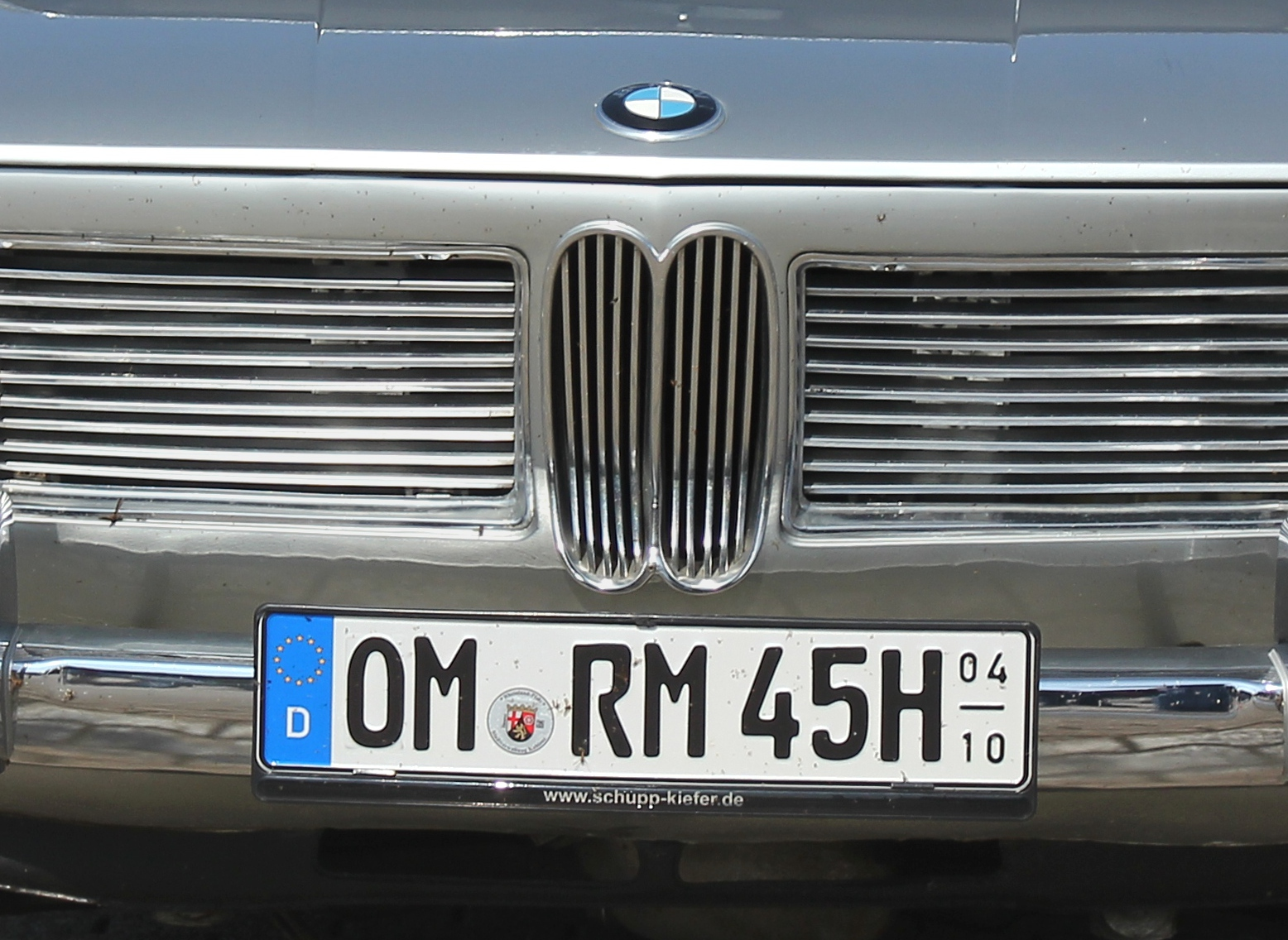
BMW Neue Klasse del 1962
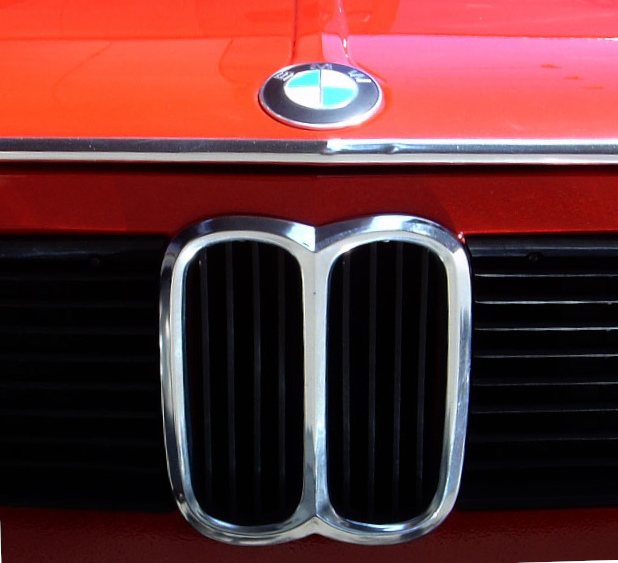
BMW 02
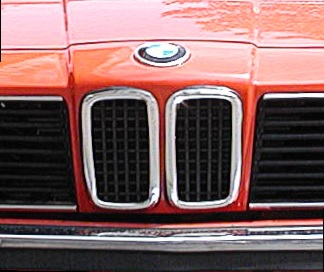
BMW E24 del 1976
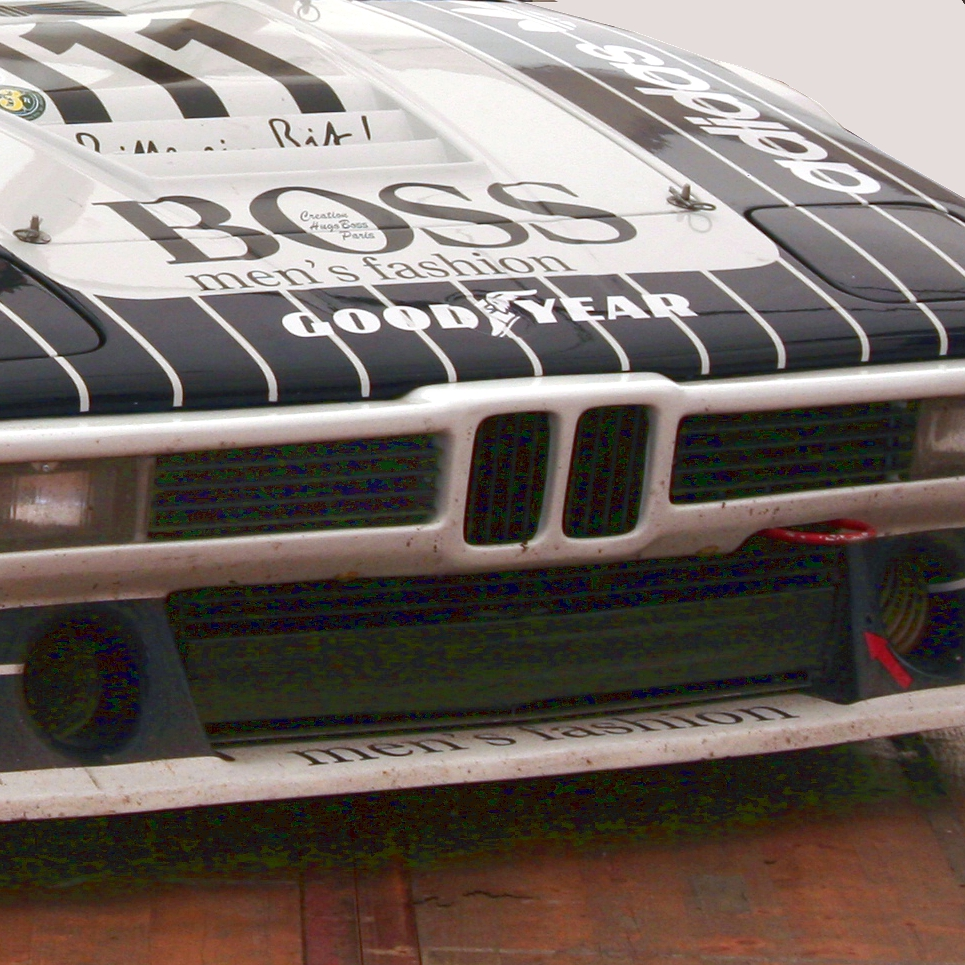
BMW M1 1978–1981
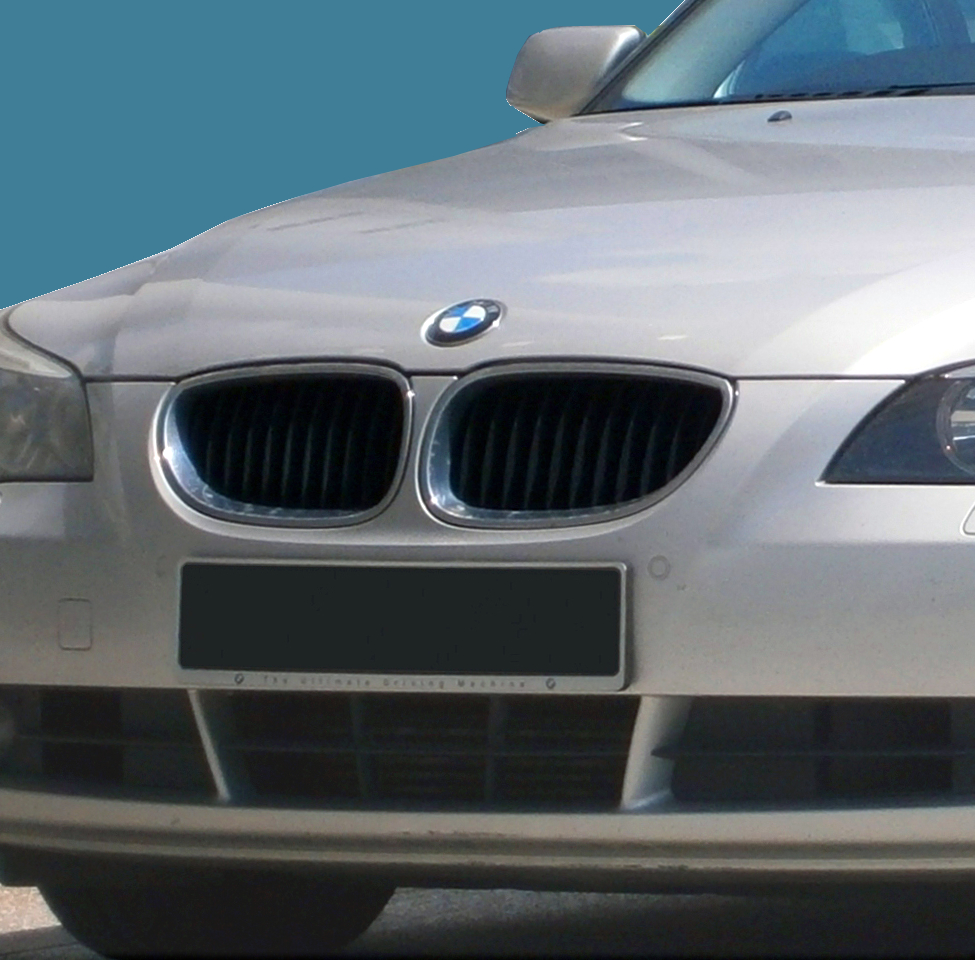
BMW E60 del 2003
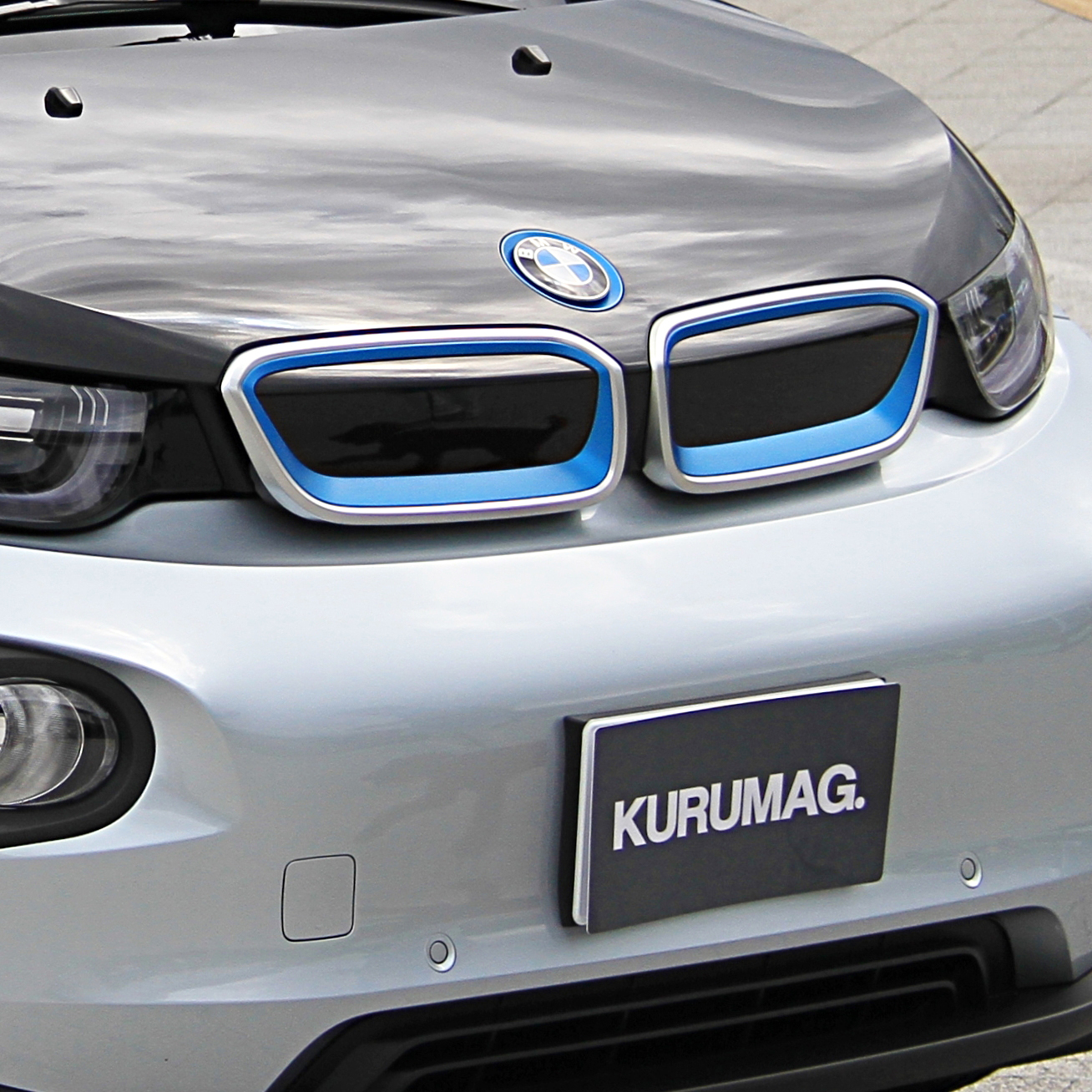
BMW i3 sel 2013
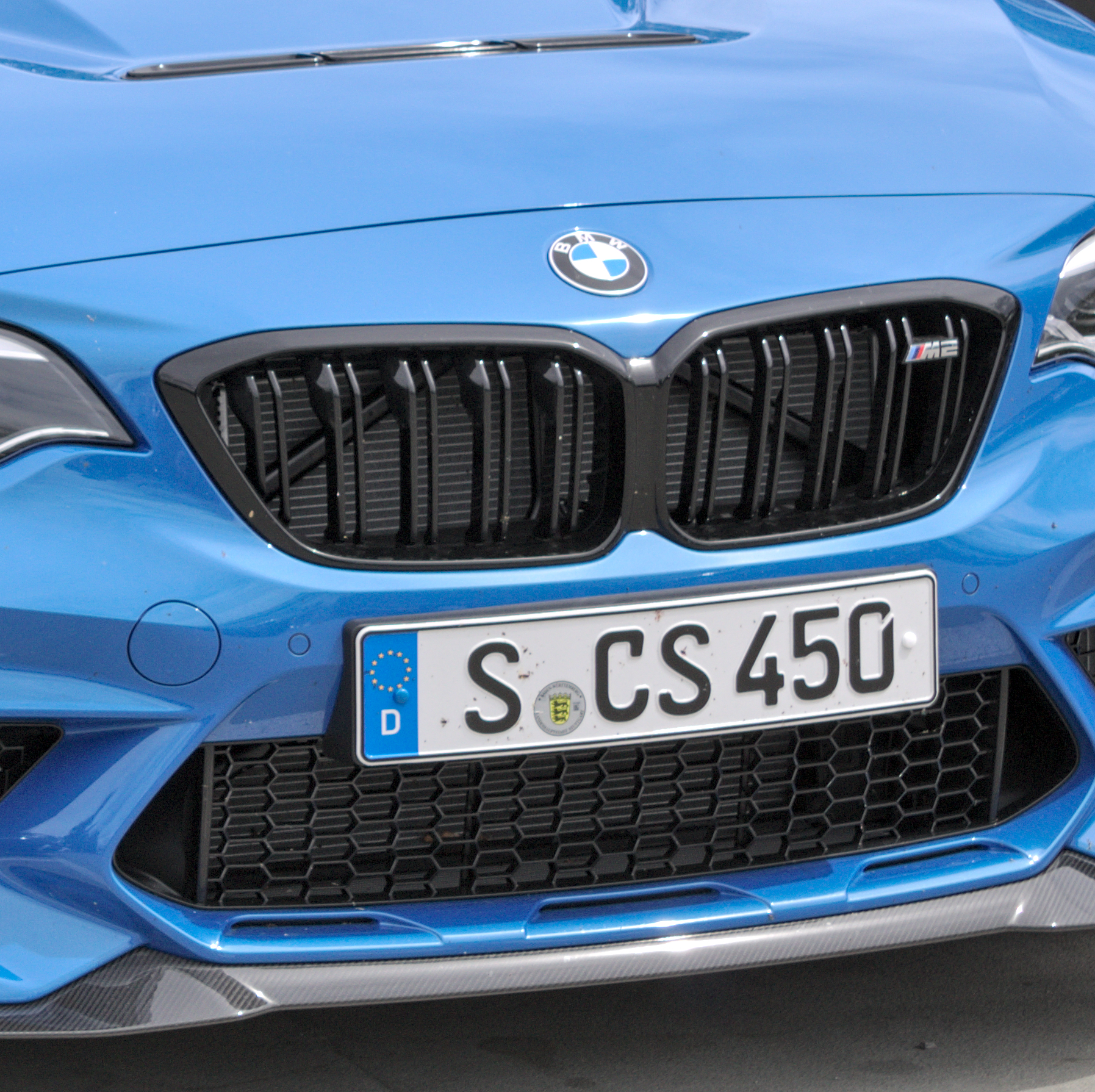
BMW M2
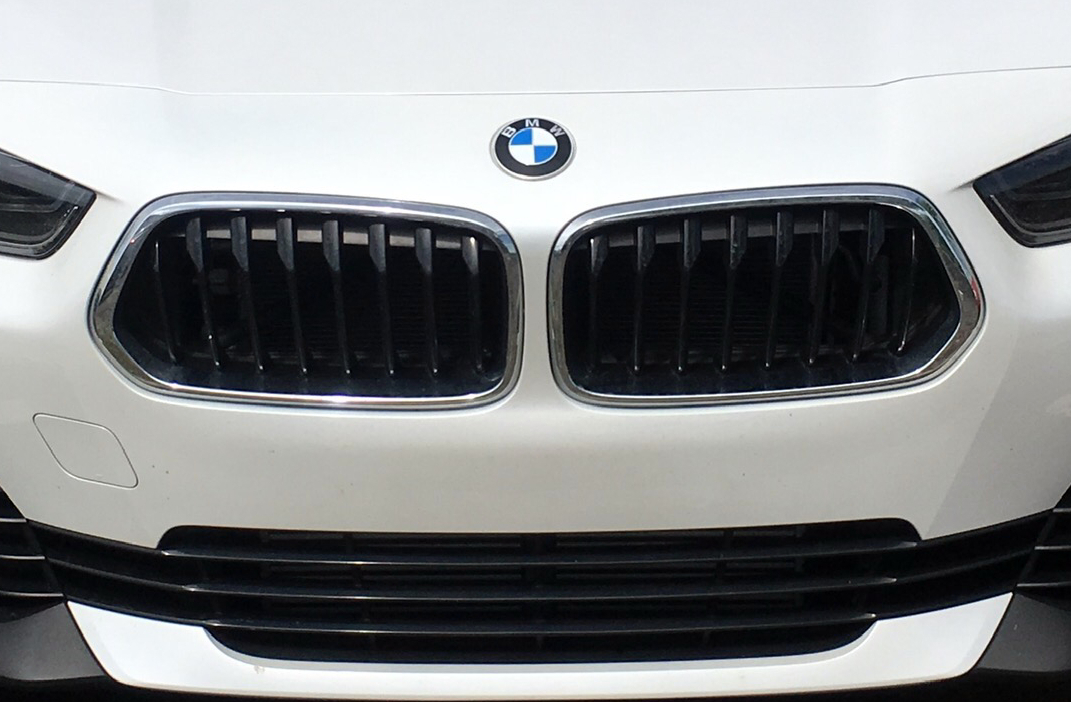
BMW X2
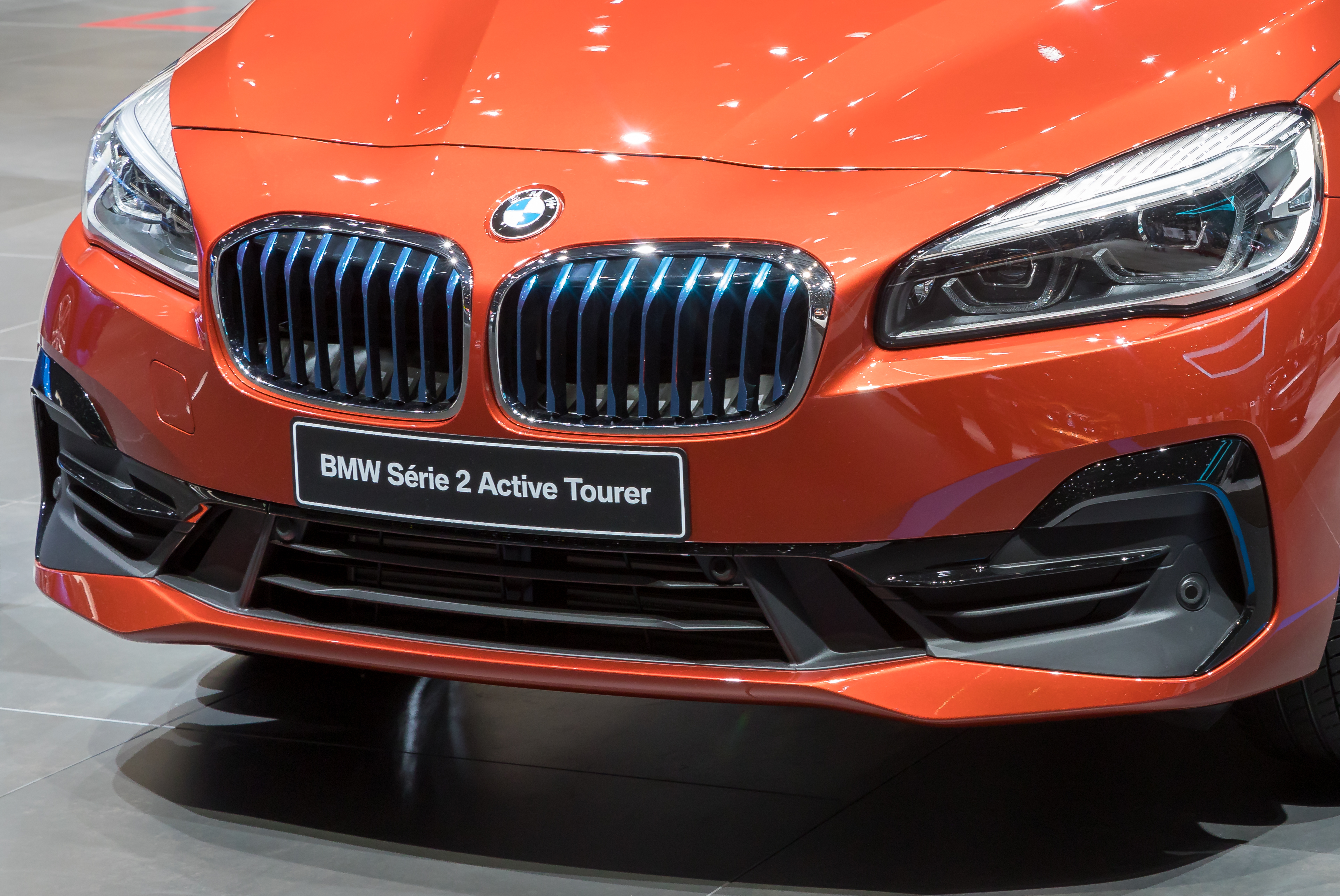
BMW Serie 2 Active Tourer 2018
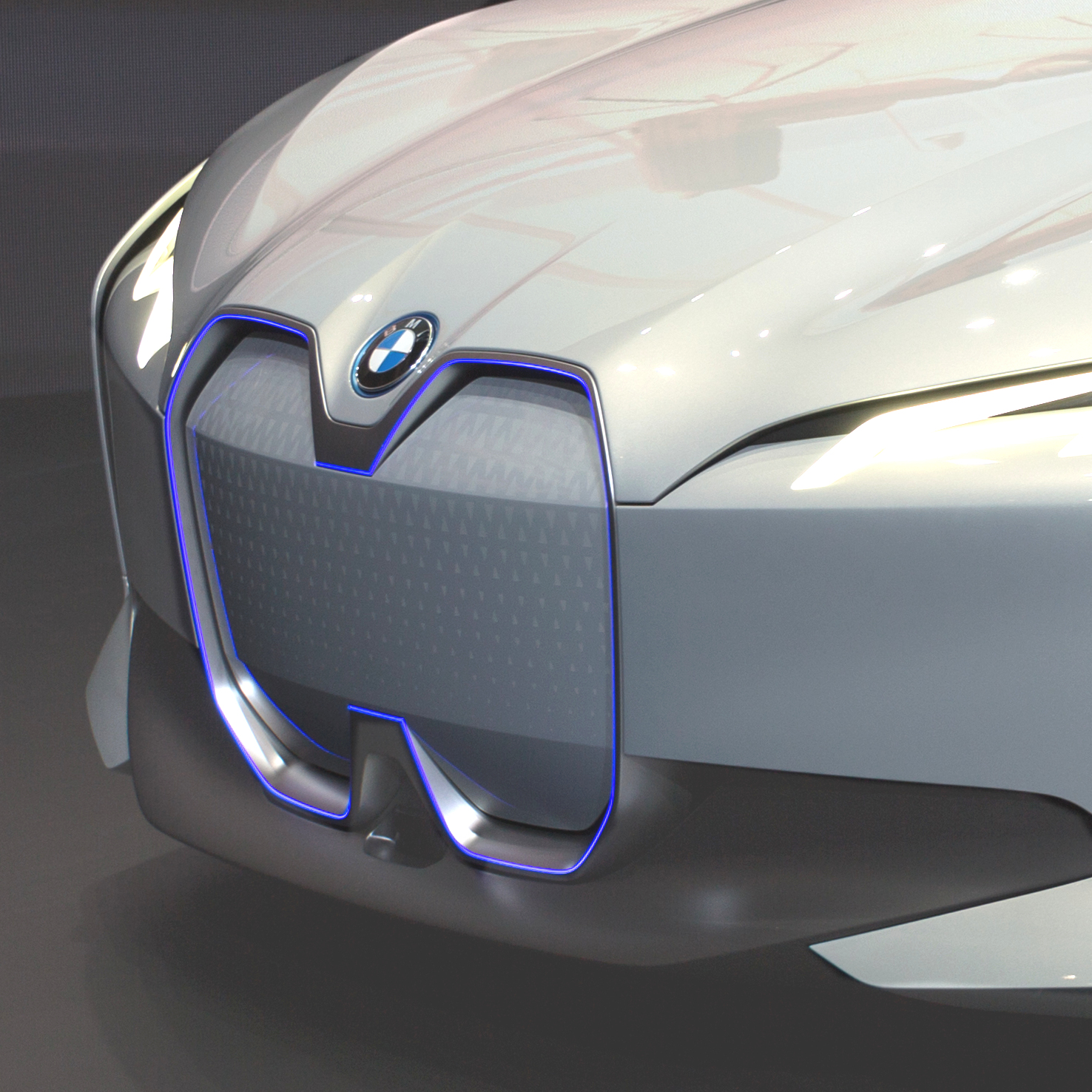
BMW i Vision 2017
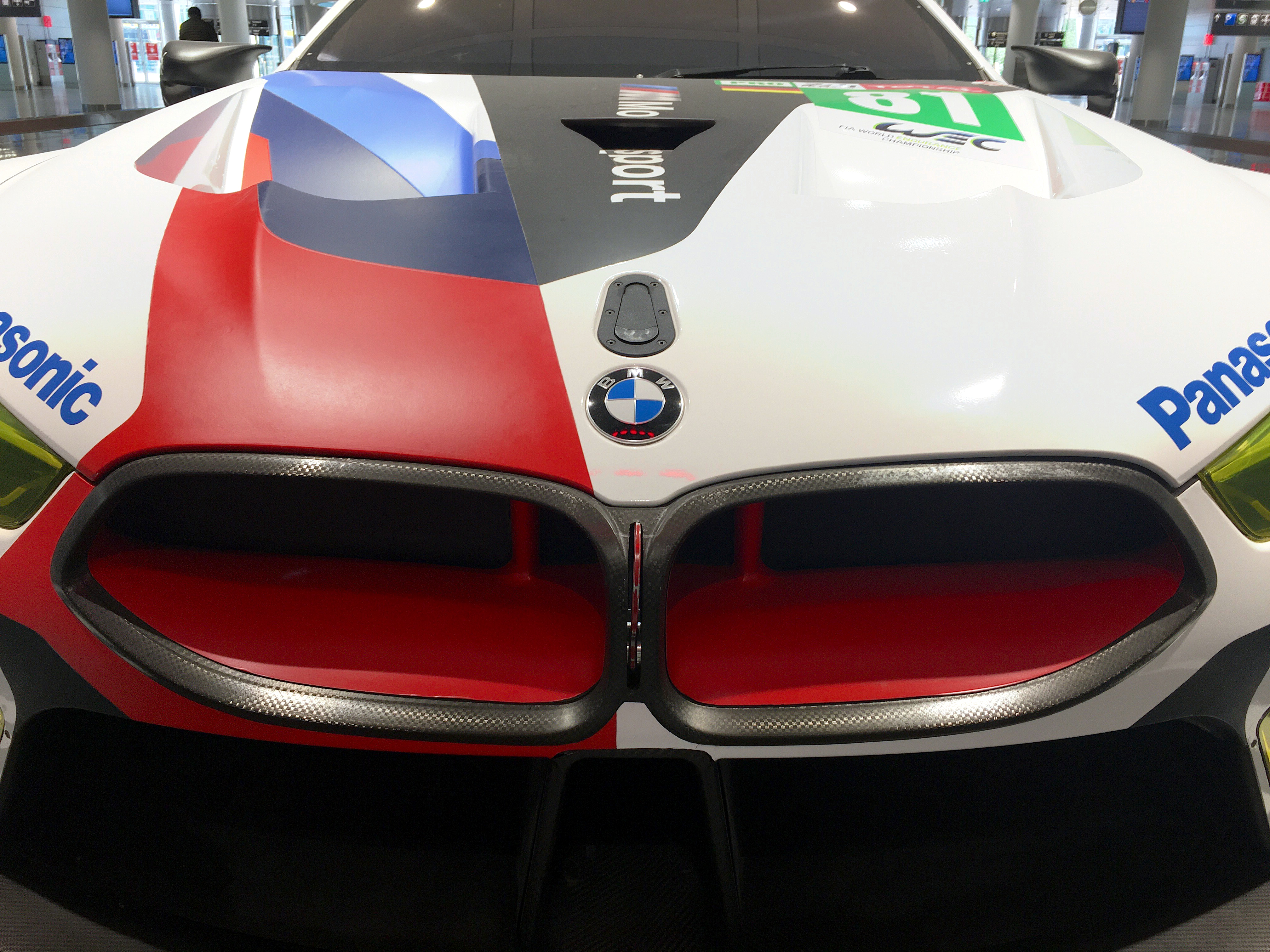
BMW M8 GTE del 2017
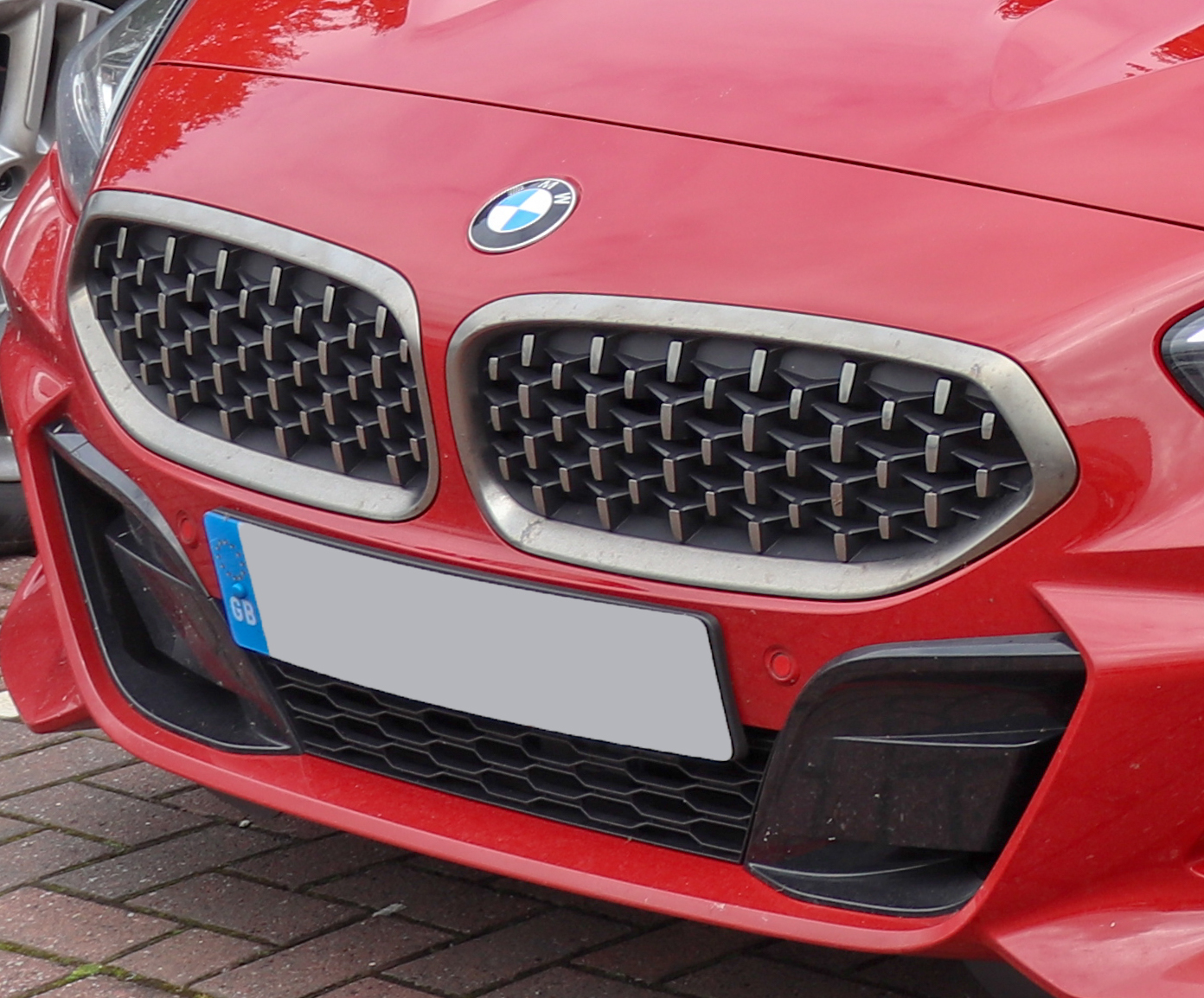
BMW Z4 del 2018
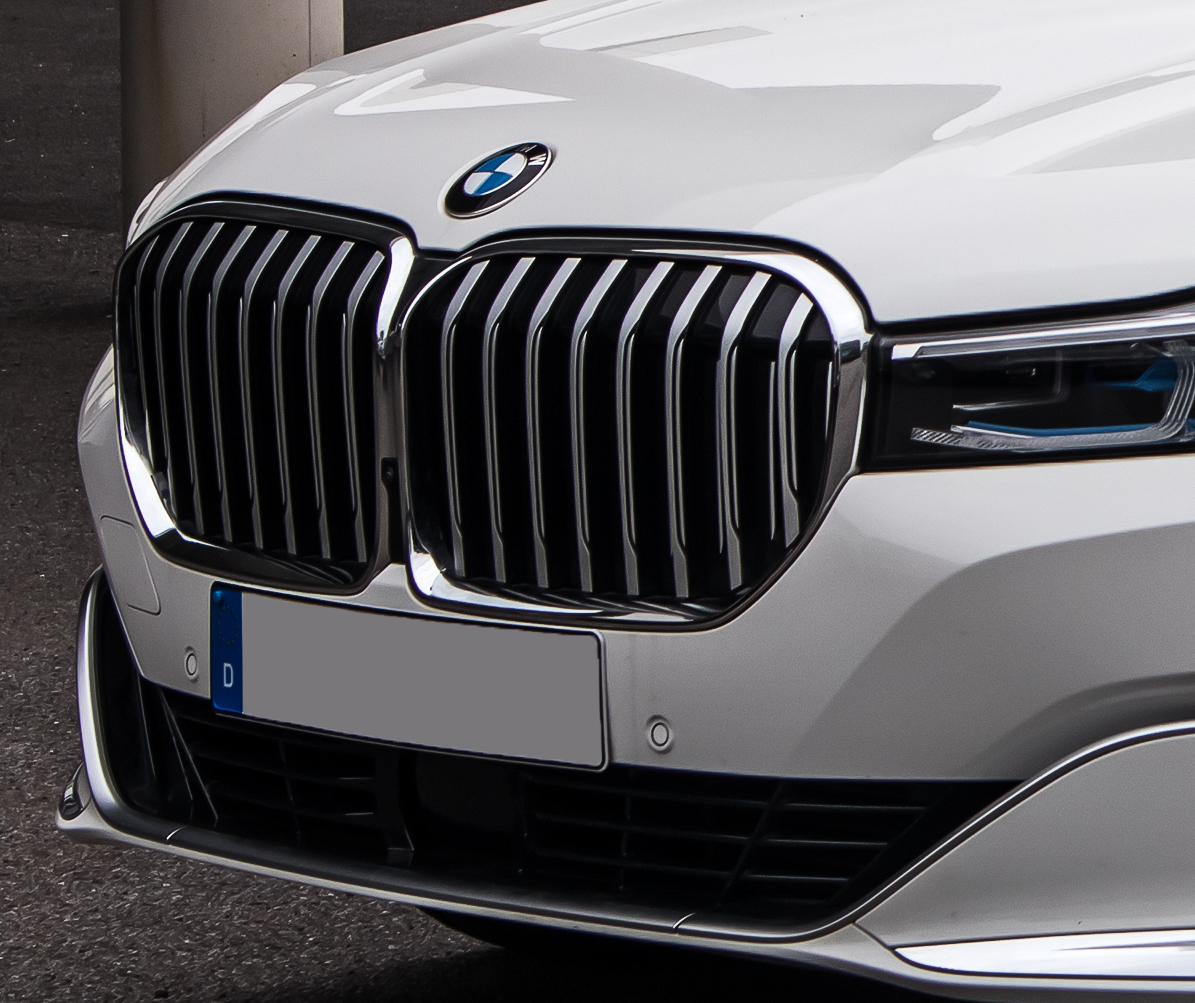
BMW G11 del 2019
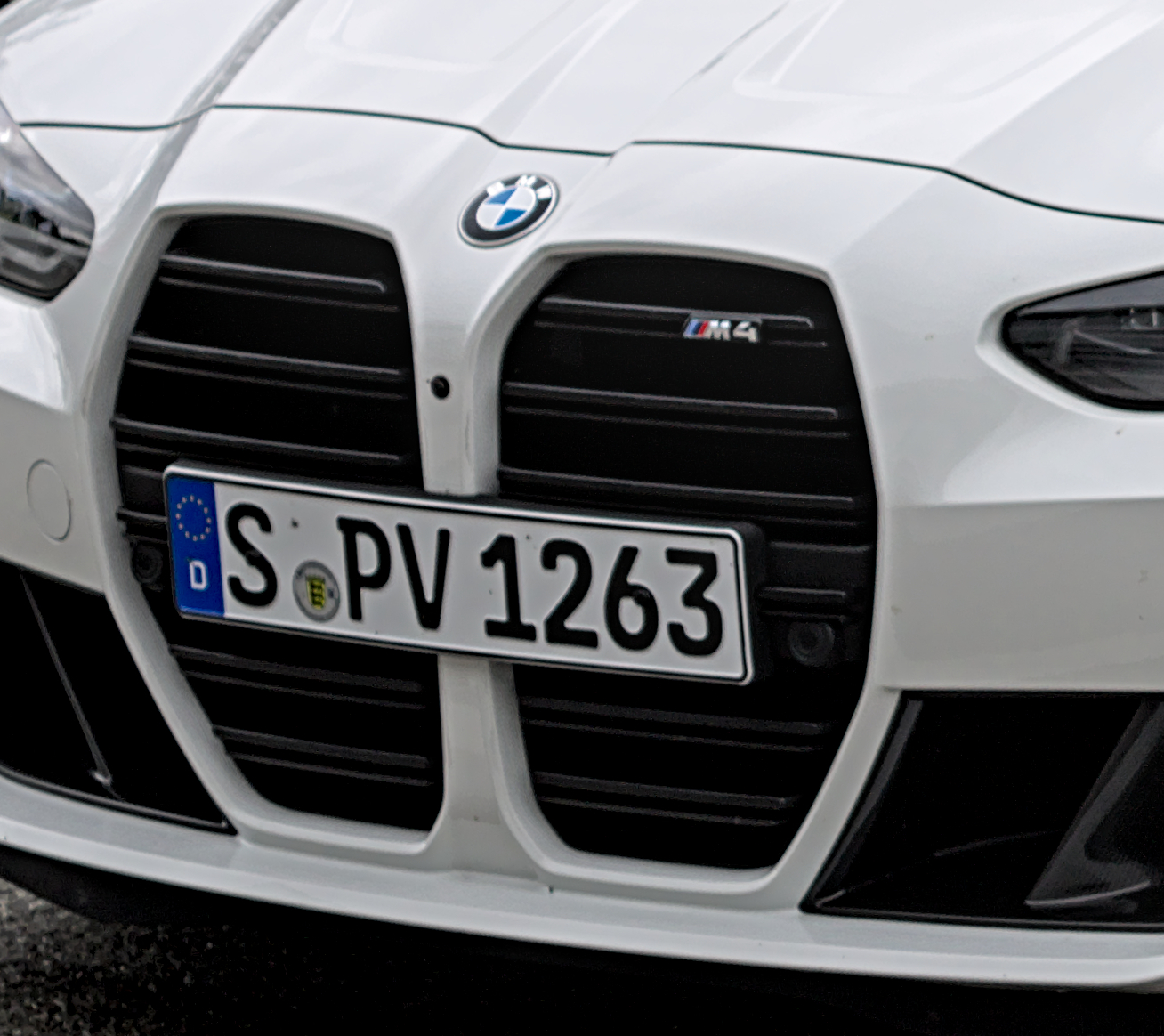
BMW M4 del 2020
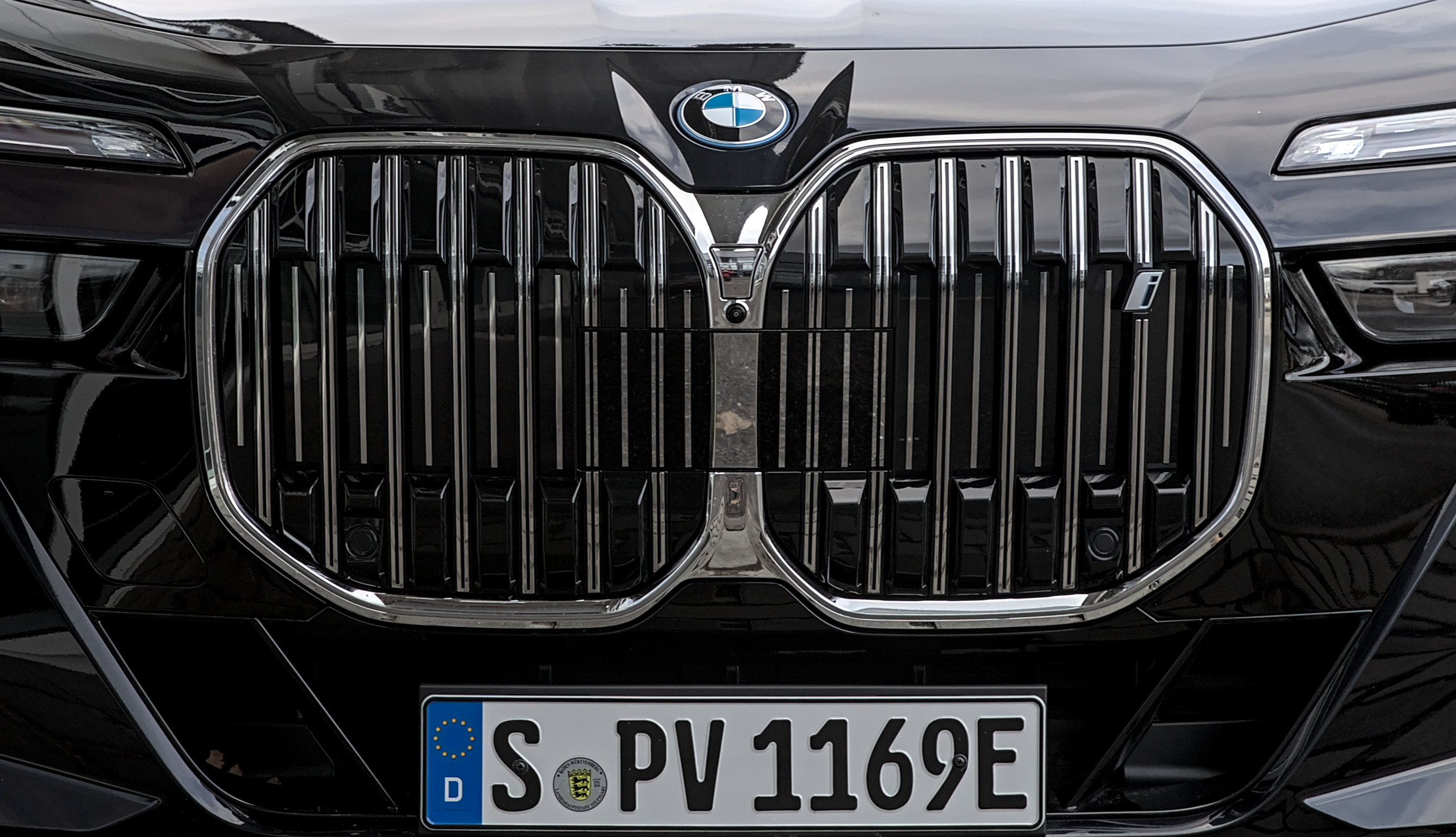
BMW G70 del 2022